# Onycocaris stradbrokei
Onycocaris stradbrokei is een garnalensoort uit de familie van de Palaemonidae. De wetenschappelijke naam van de soort is voor het eerst geldig gepubliceerd in 1998 door Bruce.